# Ljusledardisplay

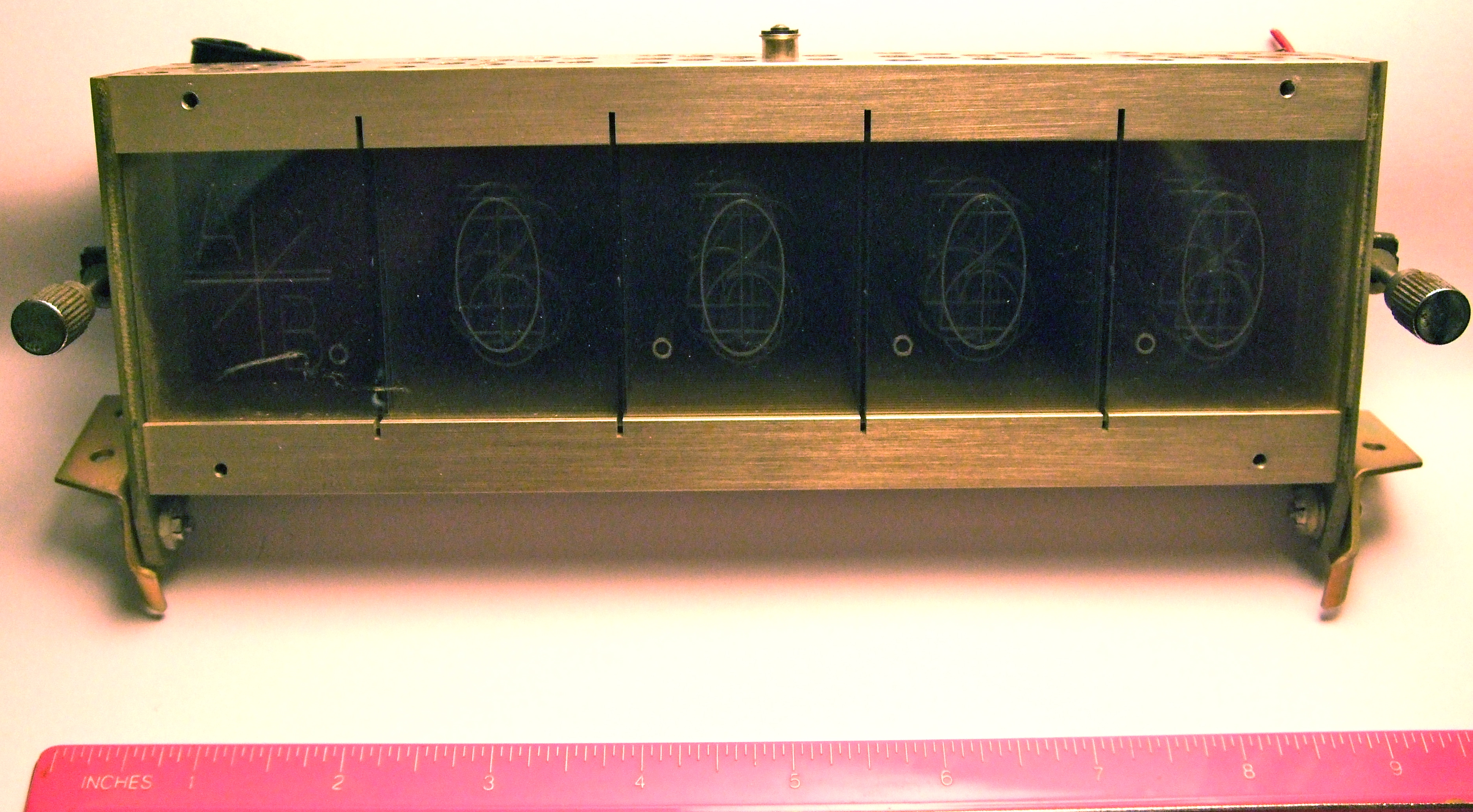
En kantbelyst ljusledardisplay.

En ljusledardisplay (även känd som kantbelyst display) är en utdaterad elektrooptisk teknik som användes för att visa alfanumeriska tecken i elektroniska instrument som miniräknare och multimetrar eller underhållningsmaskiner såsom flipperspel.

## Konstruktion

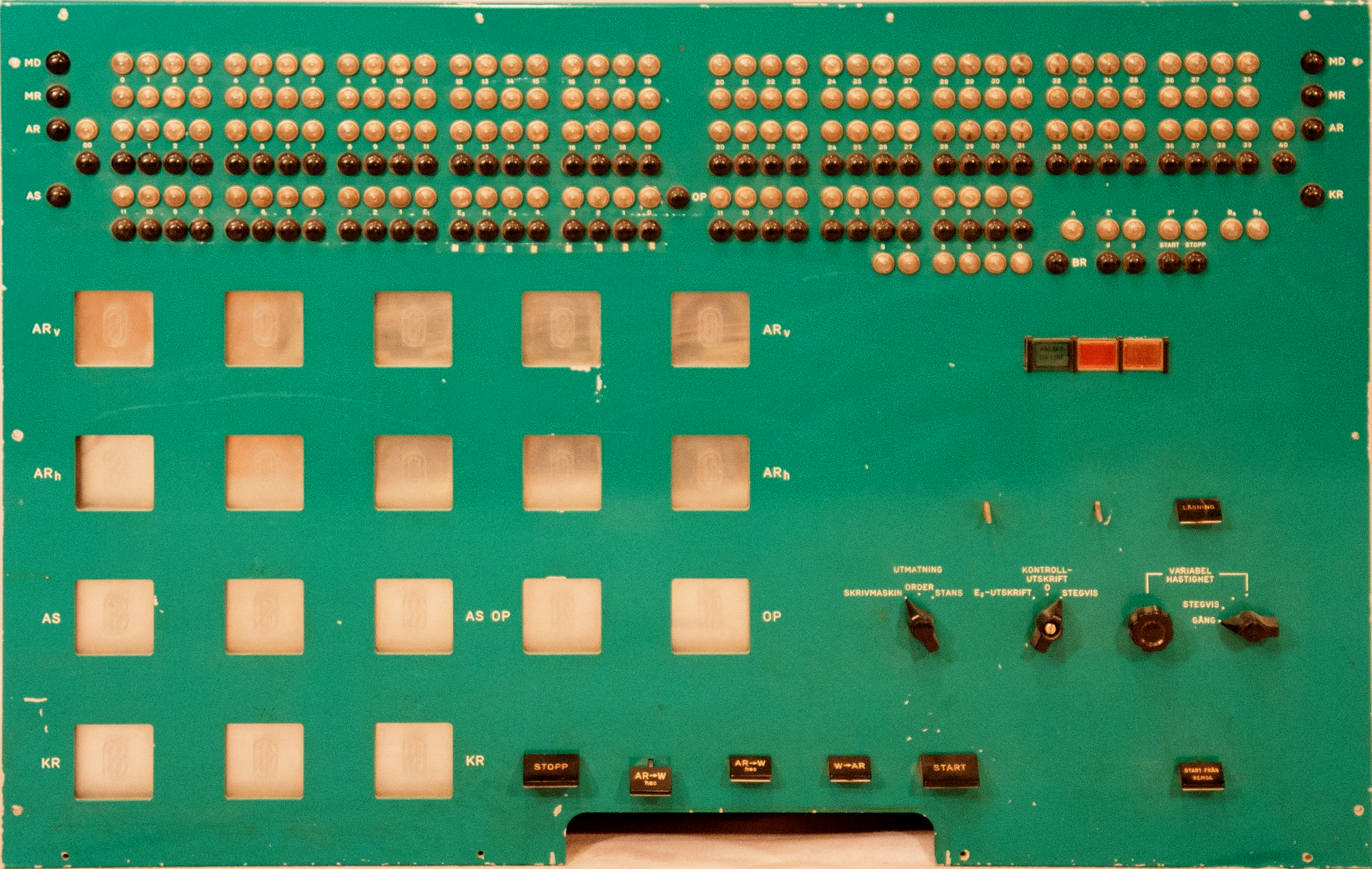
Den svenska datorn Facit EDBs operatörspanel visar hur innehållet i registren MD, MR, AR, KR, AS och OP åskådliggörs dels digitalt med glödlampor, dels delvis hexadecimalt i form av ljusledardisplayer. Facit EDB var helt kompatibel med BESK och hade en likadan operatörspanel.

En ljusledardisplay består av segmenterade akrylplast eller andra plastpaneler som graverats med nummer eller bokstäver som skall visas. Ljus från individuellt kontrollerade glödlampor går in i kanten på dessa paneler och reflekteras på de interna graverade ytorna i plasten. Gravyren lyses upp när den träffas av ljuset och sprids i plasten vilket resulterar i en upplyst siffra eller annat tecken.

## Historia
Principen för kantbelysta ljusledardisplayer patenterades i syfte att användas för reklamskyltar i U.S. Patent 1 139 723 "Electric edge lit sign" som registrerades den 31 juli 1914, och godkändes 1915. Andra liknande patent (1,707,965, 1,741,748, 2,082,724, 2,623,313) för upplysta skyltar registrerades 1928-1948. Under 1950-talet uppstod behov att läsa ut siffror på elektroniska datorer och ett flertal nya innovationer av såväl ljusledardisplayer, nixierör och andra tekniker tillkom.
Den 10 november 1953 registrerade uppfinnaren Carl L. Isborn i Hawthorne, Kalifornien, U.S. Patent 2 751 584 för en kantbelyst multi-siffer "visuell utläsningsenhet" ("Visual readout device") åt NCR och patentet godkändes den 19 juni 1956.
En liknande uppfinning med namnet "Visual in-line multi-symbol signal indicator", U.S. Patent 2 766 447 registrerades den 7 jui 1954 av Wesley E. Woodson, Jr., El Cajon, och Jack I. Morgan i San Diego och detta godkändes den 9 oktober 1956.
Den 9 januari 1956 registrerade Andrew F. Kay, Covert B. Meredith, och Leonard M. Scholl i San Diego U.S. Patent 2 813 266 med titeln "Indicator device and means for mounting", vilket godkändes den 12 november 1957. Detta patent beskriver en display med fem siffror bredvid varandra, medan de tidigare bara beskriver enskilda siffror.

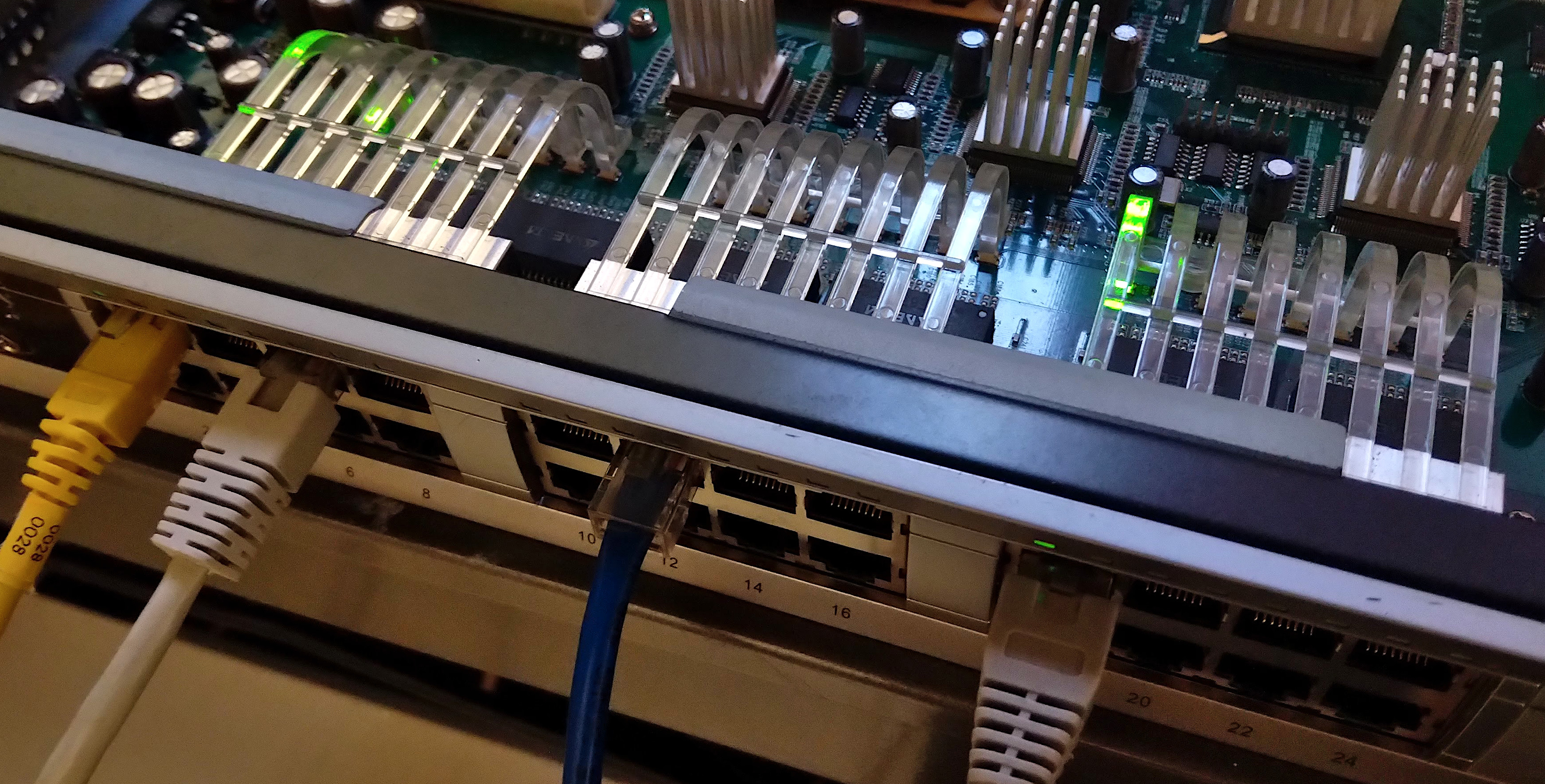
Ljusledare av plast för LED:ar på en nätverksswitch.

Teknologin blev föråldrad i och med utvecklingen av lysdioder på 1970-talet, men ljusledardisplayer i form av pinnar används ännu vid elektroniktillverkning, när det är svårt att placera en lysdiod på rätt plats rent fysiskt. I sådana fall ansluts ljusledarkanaler till lysdioder som monterats direkt på kretskort och ljuset leds till rätt plats. Samma princip används i fiberoptik.